# ГЕС Макінтош
ГЕС Макінтош– гідроелектростанція у Австралії на північному заході острова Тасманія. Знаходячись між ГЕС Tribute (вище по течії) та ГЕС Bastyan, входить до складу каскаду у сточищі річки Паймен, яка дренує західний схил Хребта Західного узбережжя (West Coast Range) та впадає до Великої Австралійської затоки Індійського океану.
Для роботи станції створили два водосховища на річках Макінтош та Murchison – відповідно правому та лівому витоках Паймен. Першу з них перекрили кам’яно-накидною греблею висотою 75 метрів та довжиною 465 метрів, яка потребувала 0,9 млн м3 матеріалу. Крім того, довелось перекрити русло струмка Tullabardine Creek, для чого знадобилась споруда того ж типу висотою 25 метрів та довжиною 214 метрів, на зведення якої пішло ще 0,2 млн м3 матеріалу. Разом вони утримують резервуар з площею поверхні 27,6 км2 та об’ємом 914 млн м3, що витягнувся затоками по долинах витоків Макінтош – Fury та Mackintosh Creek.
На Murchison звели кам’яно-накидну греблю висотою 93 метри та довжиною 217 метрів, яка потребувала 0,9 млн м3 матеріалу та утворила витягнуте по долині річки на півтора десятки кілометрів сховище з площею поверхні 4 км2 і об’ємом 97 млн м3. Сюди зокрема надходить ресурс, відпрацьований на ГЕС Tribute. З озера Murchison в свою чергу вода через тунель перекидається до розташованого за 1,75 км водосховища Макінтош.
Машинний зал станції облаштували біля греблі Макінтош та зв’язали з її сховищем тунелем довжиною 0,2 км. Його обладнали однією турбіною типу Френсіс потужністю 81 МВт, яка при напорі у 61 метр забезпечує виробництво 394 млн кВт-год електроенергії на рік.
Відпрацьована вода по трапляє у водосховище Rosebery, котре працює на наступну ГЕС каскаду.
Видача продукції відбувається по ЛЕП, розрахованій на роботу під напругою 110 кВ.